# NGC 5713
NGC 5713 је спирална галаксија у сазвежђу Девица која се налази на NGC листи објеката дубоког неба.
Деклинација објекта је - 0° 17' 24" а ректасцензија 14h 40m 11,3s. Привидна величина (магнитуда) објекта NGC 5713 износи 11,0 а фотографска магнитуда 11,8. Налази се на удаљености од 23,784 милиона парсека од Сунца. NGC 5713 је још познат и под ознакама UGC 9451, MCG 0-37-22, CGCG 19-77, 8ZW 447, IRAS 14376-0004, PGC 52412.